# 노래의 날개 위에 (KBS전주방송총국)
노래의 날개 위에는 KBS전주 음악FM에서 방송된 성악곡 전문프로그램이다. 현재는 종영되었다.

## 진행자
- 김수진 아나운서 (여)

| KBS전주 음악FM      |                           |                     |
| 이전                | 김수진의 노래의 날개 위에 | 다음                |
| 명연주 명음반       | 김수진의 노래의 날개 위에 | 흥겨운 한마당       |
| 오후 2시 ~ 오후 4시 | 오후 4시 ~ 오후 5시       | 오후 5시 ~ 저녁 6시 |
| 전국 방송           | 전라북도 전지역 방송      | 전국 방송           |